# Martin Aphesteguy
Martin Aphesteguy (1888. szeptember 22. – 1970. május 18.) uruguayi válogatott labdarúgó,  nemzetközi labdarúgó-játékvezető.

## Pályafutása

### Labdarúgóként
A Montevideo Wanderers fedezetként játszott az uruguayi élvonalban. 1906 és 1915 között 17 alkalommal szerepelt az uruguayi válogatottban.
Sikerei labdarúgóként
- Copa Lipton: 1912
- Copa Newton: 1913
- Uruguayi bajnok: 1909
- Copa Competencia Chevallier Boutell: 1911

### Nemzeti játékvezetés
A játékvezetői vizsga megszerzését követően különböző labdarúgó osztályokban szerezte meg a szükséges tapasztalatokat. Sportvezetőinek javaslatára 1920-ban lett az I. Liga játékvezetője. A nemzeti játékvezetéstől 1930-ban vonult vissza.

### Nemzetközi játékvezetés
Az Uruguayi labdarúgó-szövetség Játékvezető Bizottsága (JB) 1920-ban terjesztette fel nemzetközi játékvezetőnek, a Nemzetközi Labdarúgó-szövetség (FIFA) bíróinak keretébe. Több nemzetek közötti válogatott és klubmérkőzést vezetett, vagy működő társának partbíróként segített. Az aktív nemzetközi játékvezetéstől 1930-ban búcsúzott. Válogatott mérkőzéseinek száma: 4.

#### Labdarúgó-világbajnokság
Uruguay rendezte az I., az 1930-as labdarúgó-világbajnokságot, ahol a FIFA JB a helyi Labdarúgó-szövetség Játékvezető Bizottságától (JB) a világbajnokság lebonyolításának segítésére hat játékvezetőt kért, elsősorban partbírói feladatok ellátására. Partbírói közreműködéseinek száma világbajnokságon: 2 (partbíró).

##### 1930-as labdarúgó-világbajnokság

###### Világbajnoki mérkőzés
| Időpont          | Helyszín                                | Mérkőzés típusa              | Mérkőzés                  | Játékvezető      | Eredmény | Nézők száma |
| ---------------- | --------------------------------------- | ---------------------------- | ------------------------- | ---------------- | -------- | ----------- |
| 1930. július 16. | Központi Park Stadion, Montevideo       | csoportmérkőzés (A. csoport) | Chile–Mexikó              | Henry Christophe | 3–0      | 7 000       |
| 1930. július 17. | Estadio Gran Parque Central, Montevideo | csoportmérkőzés (4. csoport) | Egyesült Államok–Paraguay | José Macías      | 3–0      | 18 036      |

#### Copa América
Chile rendezte a 2., az 1920-as Copa América labdarúgó tornát, ahol a Dél-amerikai Labdarúgó-szövetség (CONMEBOL) JB bírói szolgálatra alkalmazta.

##### 1920-as Copa América

###### Copa América mérkőzés
| Időpont              | Helyszín                                       | Mérkőzés típusa | Mérkőzés           | Eredmény |
| -------------------- | ---------------------------------------------- | --------------- | ------------------ | -------- |
| 1920. szeptember 11. | Valparaíso Sporting Club Stadion, Viña del Mar | csoportmérkőzés | Brazília–Chile     | 1–0      |
| 1920. szeptember 25. | Valparaíso Sporting Club Stadion, Viña del Mar | csoportmérkőzés | Argentína–Brazília | 2–0      |